# Яна (Румунія)
Яна (рум. Iana) — село у повіті Васлуй в Румунії. Входить до складу комуни Яна.
Село розташоване на відстані 244 км на північний схід від Бухареста, 31 км на південний захід від Васлуя, 86 км на південь від Ясс, 112 км на північ від Галаца.

## Населення
За даними перепису населення 2002 року у селі проживали 1110 осіб, усі — румуни. Усі жителі села рідною мовою назвали румунську.